# Тестаччо

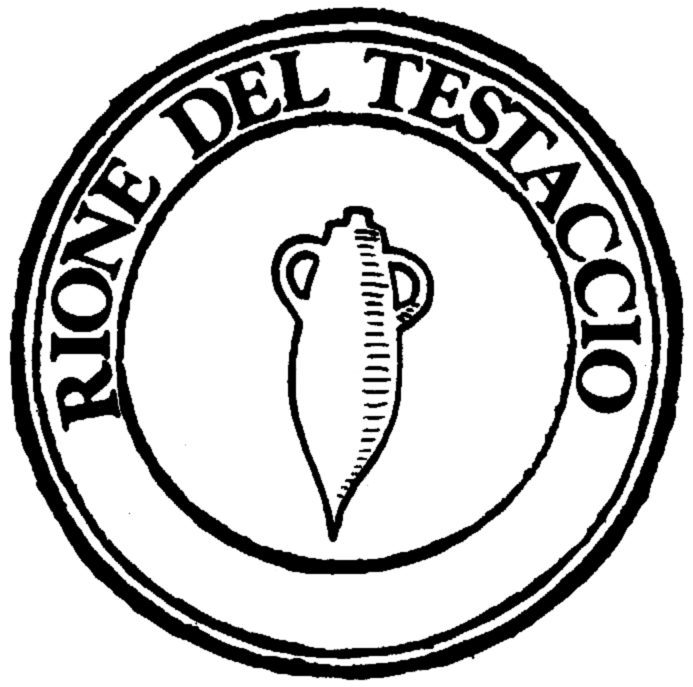
Гербом району Тестацціо

Тестацціо — XX  район Рима. До нього належить Пагорб Тестацціо, який повністю складається з античних уламків та решток міста.

## Історія
Район було виділено із іншого району Ріпа у 1921 році. Пізніше у 1975 році різни́ця, де забивали худобу і яка займала більшу частину цього району, була закрита. З того часу на території побудовані численні заклади культури.

## Герб
Гербом району є амфора.